# Okręg wyborczy Crewe
Okręg wyborczy Crewe powstał w 1885 r. i wysyłał do brytyjskiej Izby Gmin jednego deputowanego. Okręg obejmował miasto Crewe w hrabstwie Cheshire. Został zlikwidowany w 1983 r.

## Deputowani do brytyjskiej Izby Gmin z okręgu Crewe
- 1885–1886 : George William Latham, Partia Liberalna
- 1886–1895 : Walter McLaren, Partia Liberalna
- 1895–1900 : Robert Ward, Partia Konserwatywna
- 1900–1910 : James Tomkinson, Partia Liberalna
- 1910–1912 : Walter McLaren, Partia Liberalna
- 1912–1918 : Ernest Craig, Partia Konserwatywna
- 1918–1922 : Joseph Davies, Partia Liberalna
- 1922–1924 : Edward Hemmerde, Partia Pracy
- 1924–1929 : Ernest Craig, Partia Konserwatywna
- 1929–1931 : John William Bowen, Partia Pracy
- 1931–1945 : Donald Somervell, Partia Konserwatywna
- 1945–1974 : Scholefield Allen, Partia Pracy
- 1974–1983 : Gwyneth Dunwoody, Partia Pracy